# 雄県
雄県（ゆう-けん）は中華人民共和国河北省保定市に位置する県。

## 歴史
622年（武徳5年）、唐朝により設置された帰義県を前身とする。五代十国時代の959年（顕徳6年）、後周により新設された雄州の州治とされている。
976年（太平興国元年）、宋朝は帰信県と改称、明朝が成立すると帰信県は廃止とされ、管轄区域は雄州の直轄とされたが、1374年（洪武7年）に雄県に降格している。
1958年に廃止とされ管轄区域は涿県に編入されたが、1961年に再設置され現在に至る。2017年には容城県、安新県とともに国家級新区・雄安新区の対象区域となった。

## 行政区画
- 鎮:雄州鎮、昝崗鎮、大営鎮、竜湾鎮、朱各荘鎮、米家務鎮、鄚州鎮、苟各荘鎮
- 郷:北沙口郷、双堂郷、張崗郷、七間房郷

## 出身者
- 孫連仲 - 中華民国の軍人。国民軍、国民革命軍の軍人。日中戦争でも活躍。